# Kuarup (film)
Pour plus de détails, voir Fiche technique et Distribution.
Kuarup est un film brésilien réalisé par Ruy Guerra, sorti en 1989. C'est l'adaptation du roman du même nom écrit par Antônio Callado en 1967. Il fait partie de la sélection officielle au Festival de Cannes 1989.

## Fiche technique
- Titre français : Kuarup
- Réalisation : Ruy Guerra
- Scénario : Ruy Guerra et Rudy Langemann d'après Antônio Callado
- Pays d'origine : Brésil
- Format : Couleurs - 35 mm - Dolby
- Genre : drame
- Durée : 119 minutes
- Date de sortie : 1989

## Distribution
- Taumaturgo Ferreira : Nando
- Fernanda Torres : Francisca
- Cláudio Mamberti : Ramiro
- Umberto Magnani : Fontoura
- Ewerton de Castro
- Cláudia Raia : Sônia
- Rui Resende : Hosana
- Dionísio Azevedo : D. Anselmo
- Claudia Ohana : Vanda
- Maitê Proença : Maureen
- Lucélia Santos : Lídia
- Ruy Polanah : Manoel Tropeiro
- Cláudio Ferrario : Vidigal
- Mauro Mendonça : Gouveia, ministre